# 키라 리드
키라 리드(Kira Reed, 1971년 10월 13일 ~ )는 미국의 배우, 포르노 배우, 각본가, TV 사회자, 영화 프로듀서, 영화배우, 텔레비전 배우이다.
샌타클라라에서 태어났다.

## 영화
- 어쌔신 프리스트 벡맨 (2020년) - 제니스 역
- 스쿨 옥션 (2003년)
- 치어리더 닌자 (2002년)
- 저스트 캔트 겟 이너프 (2001년)
- 더 미스트리스 클럽 (2000년)
- 서렌더 (2000년)
- 섹스 파일: 에이리언 에로티카 2 (2000년)
- 아메리칸 버진 (2000년)
- 네 이웃의 여자를 탐하지 마라 (2000년)
- 럭 오브 드로 (2000년)
- 섹스 파일: 에이리언 에로티카 (1998년)
- 투 굿 투 비 트루 (1997년)
- 프라이스 오브 디자이어 (1997년)
- 샤도우 댄서 (1997년)
- 마담 사반트 (1997년)
- 킬링 엔젤 (1997년)
- 레이디 인 블루 (1996년)
- 씨크릿 플레스 (1996년)